# كوليت بولس
كوليت بولس الحلاني (22 أغسطس 1971 -)، عارضة أزياء لبنانية. وزوجة المطرب عاصي الحلاني ولدت في بيروت من عائلة مسيحية مارونية تزوجت من الفنان عاصي الحلاني عام 1995م وأنجبت ثلاث مواليد: الوليد، ماريتا، دانا. زواج كوليت وعاصي جاء غريبا فعاصي ينتمي إلى عائلة مسلمة من بعلبك وكوليت من عائلة مسيحية وهو من الزواجات المختلطة في العالم الفني.